# Hans Richter (Zivilrechtler)
Hans Richter (* 12. Mai 1926 in Bernburg; † 2. Juli 2017) war ein deutscher Jurist und Hochschullehrer an der Universität Halle.

## Leben und Wirken
In seiner Geburtsstadt wuchs er mit sechs älteren Geschwistern in einer Arbeiterfamilie auf und besuchte die Grund- und Oberschule – das frühere Gymnasium Carolinum Bernburg – mit kriegsbedingter Unterbrechung bis zum Jahre 1946. Mit Wirkung vom 1. Mai 1946 trat er unmittelbar nach der Vereinigung von KPD und SPD in die SED ein.

### Elternhaus, Schulzeit und Jugend
Sein Vater, Otto Richter, übte den Beruf eines Formers aus und die Mutter, Anna Richter, geborene Baumann, führte den Haushalt. Als Oberschüler des Jahrgangs 1926 wurde er während des Zweiten Weltkrieges 1943 im Rahmen des Kriegshilfsdienstes als Luftwaffenhelfer eingesetzt und noch Ende des Krieges bis 1945 Soldat. Aus seinem Lebenslauf von 1965 geht hervor, dass er wegen der „Militärdienstzeit“, die zum Hochschulstudium erforderliche allgemein anerkannte „Reifeprüfung“ erst im April 1946 ablegen konnte. Nach dem Abitur erhielt er vorübergehend eine untergeordnete Beschäftigung in der Stadtverwaltung von Bernburg. Um die „Höhere Verwaltungslaufbahn“ einschlagen zu können, bemühte er sich um ein Jura-Studium an Universität Halle für das Herbstsemester 1946.

### Studium
Richter wurde zum Studium an der Martin-Luther-Universität Halle-Wittenberg zugelassen und am 14. Oktober 1946 unter dem Namen „Hans-Georg Richter“, geboren am 12. Mai 1926 in Bernburg, immatrikuliert. Die Regelstudienzeit betrug für Jura-Studenten auch in Sachsen-Anhalt an der „Rechts- und Staatswissenschaftlichen Fakultät“ in Halle an der Saale bis Anfang der 1950er Jahre „sechs Semester“.
Für Richter wie auch für seine Kommilitonen bedeutete diese Vorgabe, das Jura-Studium möglichst im Jahre 1949 zu beenden. Zu seinen Studiengenossen gehörten u. a. die späteren Rechtswissenschaftler in der DDR Hermann Klenner (* 1926), Axel Römer (1925–1993) und Willi Linden (1922–2006). Letzterem gelang es im Gegensatz zu Richter, sein Studium nach drei Jahren zu beenden und das erste Staatsexamen noch im Jahre 1949 abzulegen. Alle Rechtswissenschafts-Studenten hatten sich der bis Anfang der 1950er Jahre in der DDR auch bestehenden zweistufigen Juristenausbildung zu unterziehen: dem (theoretischen) Studium und dem (praktischen) Vorbereitungsdienst und dem Referendariat nach dem ersten juristischen Examen.
Vor ihrer Antragsstellung zur Zulassung zum „Ersten juristischen Examen“ nahm die Mehrzahl der Antragssteller in Halle (Saale) „übliche Wiederholungs-Kurse“ von dort niedergelassenen Rechtsanwälten gegen ein Repetitor-Honorar in Anspruch. Als Leiter des Justizprüfungsamtes beim Oberlandesgericht Halle (Saale) fungierte der Volljurist Fritz Niethammer (* 1900), der 1954 nach Auflösung der Justizprüfungsämter bereits in der frühen DDR zum Professor für Zivil- und Familienrecht an die Akademie für Staats- und Rechtswissenschaften in Babelsberg berufen wurde.
Richter legte im März 1950 die erste juristische Staatsprüfung ab, ohne unmittelbar danach eine Stelle im Rechtsreferendariat für die rechtspraktische Ausbildung zu erhalten. Jedenfalls hat er nach seinen persönlichen Angaben im Lebenslauf zur Promotion 1965 bis zum 31. Dezember 1950 wieder als Verwaltungsangestellter gearbeitet und wurde vorübergehend sogar als „Leiter der Rechtsstelle“ in der Stadtverwaltung Bernburg eingesetzt. Der angehende Referendar versäumte es jedoch, sich nach dem ersten Staatsexamen exmatrikulieren zu lassen und wurde wegen „Nicht-Rückmeldung“ zum Sommersemester 1950 im Studentenverzeichnis der Universität Halle am 16. Juni desselben Jahres gestrichen, ähnlich wie sein Kommilitone Axel Römer († 1993).
Im Oktober 1950 wurde H. Richter verhaftet und von einem Sowjetischen Militärtribunal zu mehreren Jahren „Zwangsarbeitslager“ verurteilt, jedoch vorzeitig entlassen. Als Grund für die Inhaftierung wurde eine „angebliche Verbindung mit dem Westen“ bekannt. Deutsche Verurteilte wurden 1950 dem DDR-Innenministerium übergeben.
Das Rechtsreferendariat erfolgte bei Gericht und der Staatsanwaltschaft sowie einem Rechtsanwalt. Der seit 1925 in Bernburg tätige promovierte Jurist Friedrich Hampel (* 1898) übernahm in seiner Kanzlei Richters vorgesehene Ausbildung in einer Rechtsanwaltskanzlei. Der für die CDU ehrenamtlich engagierte Rechtsanwalt und Notar, Hampel, verzog später nach West-Berlin.
In der Laudatio anlässlich des 60. Geburtstages von Richter im Jahre 1986 wurde nur „das juristische 1. Staatsexamen 1950“ erwähnt, während Richter auf das Vorhandensein eines „zweiten juristischen Staatsexamens“, abgelegt im Februar 1953, sowohl in seinen akademischen Lebensläufen von 1965 und 1978 hingewiesen hatte.
Laut seinem akademischen Lebenslauf wurde er zunächst als „beauftragter“ und dann als (gewählter) Richter sowie später als Gerichtsdirektor an Kreisgerichten in Artern, Köthen, Bernburg und Quedlinburg eingesetzt. Zuletzt war er in der DDR-Justiz als Richter am Bezirksgericht Halle (Saale) tätig und wechselte im Jahre 1961, noch vor dem Mauerbau, in die Rechtswissenschaft.

### Laufbahn als Hochschullehrer
Unter dem Dekan Lekschas und dessen designiertem Nachfolger Reintanz begann Richter mit Wirkung vom 1. Juli 1961 an der damaligen Hallischen Juristen-Fakultät seine Karriere als Hochschullehrer. Im Laufe der Jahre brachte er es vom wissenschaftlichen Mitarbeiter über einen Direktor des Instituts für Zivilrecht bis hin zum ordentlichen Universitätsprofessor. Nach der Hochschulreform 1968 wurde er zum Leiter des Wissenschaftsbereichs Zivil-, Zivilprozess- und Familienrecht der Sektion Staats- und Rechtswissenschaft ernannt.
Am 26. Oktober 1965 promovierte der in seiner Geburtsstadt Bernburg wohnende Richter mit dem Thema Das neue Verhältnis von Urheber und Gesellschaft im Vertrage für industrielle Formgestaltung an der Juristischen Fakultät der Universität Halle unter dem Dekanat von Willi Büchner-Uhder. Gutachter waren der Professor für Urheberrecht Püschel vom Institut für Erfinder- und Urheberrecht der Humboldt-Universität zu Berlin und der Hallenser Zivilrechtler Dornberger, damaliger Direktor des Instituts für Zivilrecht an der MLU. Zur Begutachtung der Promotionsarbeit wurde der Kunstprofessor Werner Laux, Institutsdirektor an der Hochschule für Industrielle Formgestaltung Burg Giebichenstein, zusätzlich herangezogen. Zum Dozenten für das Fachgebiet Zivilrecht wurde Richter 1969 ernannt.
Zu Richters Lehrstoff zählte weiter das Urheberrecht, das er zusammen mit dem Dozenten für Zivilprozessrecht Friedrich-Karl Winkler (1925–1994) vertrat. Richter hielt sowohl Vorlesungen als auch ergänzende Seminare zum Bürgerlichen Gesetzbuch (BGB) so lange ab, bis das BGB durch Einführung des neuen Zivilgesetzbuches der DDR (ZGB) zum 1. Januar 1976 vollständig abgelöst wurde. Das Bürgerliche Gesetzbuch wurde 1990 wieder gesamtdeutsches Recht, allerdings mit Übergangsregelungen für das Gebiet der ehemaligen DDR.
Im November 1978 verteidigte Richter an der neu geschaffenen Rechts- und Wirtschaftswissenschaftliche Fakultät der Universität Halle seine zweite Doktorarbeit, die Promotion B, die in der DDR eine Habilitationsschrift ersetzte. Diese Arbeit mit dem Thema Generelle Vertragsbedingungen als zivilrechtliche Gestaltungs- und Leitungsmittel, ihr Wesen, ihr Anwendungsbereich und ihre Ausgestaltung führte zum akademischen Grad eines Dr. sc. jur. Im Literaturverzeichnis zu dieser Hochschulschrift finden sich unter den Fachautoren sowohl Wissenschaftler aus der DDR wie Niethammer († 1978), Mühlmann, Poppe, Posch (* 1919) und Schüsseler, die teilweise Gutachter dieser Hochschulschrift waren, als auch aus der BRD und West-Berlin, beispielsweise Blomeyer und Nawiasky. Letzterer mit seinem Werk Allgemeine Rechtslehre als System der rechtlichen Grundbegriffe. Überdies nutzte Richter für seine wissenschaftliche Arbeit die Kommentierung zum Recht der Schuldverhältnisse in Staudingers Kommentar zum Bürgerlichen Gesetzbuch.
Zudem griff er in seinen Hochschulschriften auf Otto Friedrich Gierkes Deutsches Privatrecht und auf Grundsätze des Römischen Rechts zurück.
Einer der vier Gutachter von Richters Hochschulschrift Promotion B war Gustav-Adolf Lübchen (1930–2008), damals Hauptabteilungsleiter im DDR-Justizministerium und verantwortlich für die Gesetzgebung. Er wurde im Jahre 1991 Herausgeber eines Kommentars zum Übergangsrecht für die Einführung des BGB in den neuen Bundesländern.
Zum ordentlichen Professor wurde Richter im Jahre 1980 berufen.
Er gehörte zu den Autoren des Kommentars zum Zivilgesetzbuch, der vom DDR-Ministerium der Justiz 1983 herausgegeben wurde.
Nachfolger des Zivilrechtlers Hans Richter wurde nach seiner Emeritierung der Dozent und außerordentliche Professor Günter Uebeler (* 1947).
Hans Richter fand nach der Wiedervereinigung Aufnahme in Kürschners Deutscher Gelehrten-Kalender und wurde dort als emeritierter Professor mit seinem früheren Forschungs- und Lehrgebiet „Zivilrecht“ genannt.
Die Stadt Halle (Saale) gratulierte ihrem Einwohner Hans Richter zu seinem 90. Geburtstag am 12. Mai 2016.
Die Mitteldeutsche Zeitung veröffentlichte im Juli 2017 Traueranzeigen aus der Familie und dem ehemaligen Kollegenkreis von Hans Richter. Der Hochschullehrer und Doktorvater wurde als „wissenschaftlicher Förderer, Kollege und väterlicher Freund“ von einer Gruppe ehemaliger Nachwuchswissenschaftler der Universität Halle gewürdigt. Darunter war sein Namensvetter, der ebenfalls aus Bernburg stammende Jurist/Dozent/Rechtsanwalt Uwe Richter (* 1951), Sohn eines Maschinenschlossers.
Hans Richter war verheiratet und hatte ein Kind.